# Pilot (The X-Files)
"Pilot" é o primeiro episódio da primeira temporada da série de ficção científica The X-Files. O episódio foi exibido pela primeira vez nos Estados Unidos e no Canadá no dia 10 de setembro de 1993 pela Fox. "Pilot" foi escrito pelo criador e produtor executivo da série Chris Carter, sendo dirigido por Robert Mandel. Como episódio piloto, ele estabelece a mitologia e a linha de história da série. O episódio conseguiu bons índices de audiência e foi bem recebido pela crítica e pelo público.
O episódio introduz os dois personagens principais, Fox Mulder e Dana Scully, que foram interpretados por David Duchovny e Gillian Anderson respectivamente. O episódio também possui as primeiras aparições de William B. Davis, Charles Cioffi e Zachary Ansley como os personagens recorrentes do Homem Fumante, Scott Blevins e Billy Miles. O Homem Fumante acabaria por se tornar o principal antagonista da série, aparecendo em todas as temporadas com exceção da oitava. O episódio segue os agentes especiais do FBI Mulder e Scully em seu primeiro caso Arquivo X juntos, investigando uma série de mortes que Mulder acredita serem experimentos alienígenas.
Inspirada na série Kolchak: The Night Stalker, The X-Files foi concebida por Carter como uma tentativa de "assustar" o público. Ao criar os personagens de Mulder e Scully, Carter decidiu ir de encontro aos estereótipos, fazendo o homem crer no sobrenatural e a mulher uma cética, já que os papéis eram geralmente invertidos na televisão. As filmagens de "Pilot" ocorreram em março de 1993 e duraram quatorze dias; com um orçamento de US$ 2 milhões, a produção ocorreu nas áreas próximas de Vancouver. A cidade permaneceria o local de produção da série nos cinco primeiros anos, até mudar para Los Angeles no início da sexta temporada a pedido de Duchovny.

## Enredo
Em Bellefleur, Oregon, a jovem Karen Swenson é vista correndo pela floresta. Quando ela cai, um figura sombria aproxima-se e os dois são envolvidos por uma luz. O corpo de Swenson é descoberto mais tarde pela polícia local, com duas pequenas marcas nas costas.
Posteriormente, em Washington, D.C., a agente especial do FBI Dana Scully é chamada para uma reunião com Scott Blevins, chefe de divisão, e um agente anônimo do governo, o Homem Fumante. Scully é designada para trabalhar com o agente especial Fox Mulder em um Arquivo X, uma seção obscura do FBI sobre casos aparentemente paranormais. Blevins colocou Scully no Arquivo X para que ela use seus conhecimentos científicos para desacreditar o trabalho de Mulder.
Scully encontra seu novo parceiro, e Mulder lhe mostra evidências sobre o caso Swenson. Ele percebe que a garota é a quarta pessoa de sua turma do colegial a morrer sob circunstâncias misteriosas. Ele também salienta a presença de um composto químico encontrado na pele da vítima, além de similaridades entre sua morte e a de outras ao redor do país. Mulder acredita que a morte de Swenson está ligada a uma atividade extraterrestre. Entretanto, a cética Scully não acredita na teoria.
Quando o avião dos dois sobrevoa Bellefleur, ele passa por uma inexplicável turbulência. Enquanto dirigem pela floresta até a cidade, o rádio do carro da problema; Mulder marca o local do evento pintando um "X" na estrada. Mulder consegue permissão para exumar a terceira vítima, Ray Soames, apesar dos protestos do Dr. Jay Nemman, o médico legista local. Quando o caixão de Soames é aberto, e eles encontram um corpo deformado, que Scully conclui não ser Soames, mas sim um orangotango. Porém, ela encontra um implante metálico no nariz do corpo.
Mulder e Scully visitam o hospital psiquiátrico que Soames estava internado antes de sua morte, conhecendo dois ex-colegas de classe de Soames: o vegetativo Billy Miles e Peggy O'Dell, presa em uma cadeira de rodas. O'Dell começa a sangrar pelo nariz durante a visita dos agentes e possui marcas similares a aquelas encontradas no corpo de Swenson. Fora do hospital, Mulder explica a Scully que ele acredita que Miles, O'Dell e as outras vítimas foram abduzidas por alienígenas.
Durante a noite, os dois investigam a floresta; Scully descobre uma estranha cinza no chão, fazendo-a suspeitar de alguma atividade aculta. Entretanto, um detetive local chega e manda eles embora. Voltando de carro para o motel, Mulder e Scully encontram uma forte luz no lugar onde o rádio havia dado problema anteriormente. Quando o carro para de funcionar, Mulder percebe que nove minutos desapareceram após a luz, um fenômeno relatado por pessoas que já foram abduzidas.
No motel, Mulder conta a Scully que sua irmã, Samantha, desapareceu aos doze anos de idade, evento que o fez acreditar no paranormal. Os agentes recebem um telefonema anônimo dizendo que O'Dell foi morta em uma acidente de carro enquanto atravessava a estrada a pé. Os dois visitam a cena, encontrado o corpo de O'Dell sem sua cadeira de rodas. Eles voltam e encontram seu motel pegando fogo e todas as evidências destruídas. A filha de Nemman, Theresa, pede ajuda aos agentes. Ela diz já ter acordado no meio da floresta várias vezes. O Dr. Nemman e o detetive chegam e levam Theresa embora.
Mulder e Scully voltam ao cemitério para exumar as outras vítimas, mas os túmulos já foram escavados e os corpos desapareceram. Mulder percebe que Billy Miles é o responsável por levar as vítimas até a floresta. Voltando para a floresta, eles encontram novamente o detetive, que é o pai de Billy, porém ouvem o grito de Theresa e a encontram junto com Billy. Há uma forte luz e logo em seguida Billy e Theresa se recuperam, sem ferimentos.
Meses depois, Billy Miles passa por uma sessão de hipnose. Ele lembra como ele e seus colegas de classe foram abduzidos na floresta enquanto comemoravam sua formatura; eles foram submetidos a testes pelos alienígenas, e mortos quando os testes falhavam. Scully entrega a Blevins o implante metálico, a única evidência restante. Porém, mais tarde, Mulder conta que os arquivos do caso de Miles desapareceram. Enquanto isso, o Homem Fumante guarda o implante em uma enorme sala de evidências dentro do Pentágono.

## Produção

### Desenvolvimento

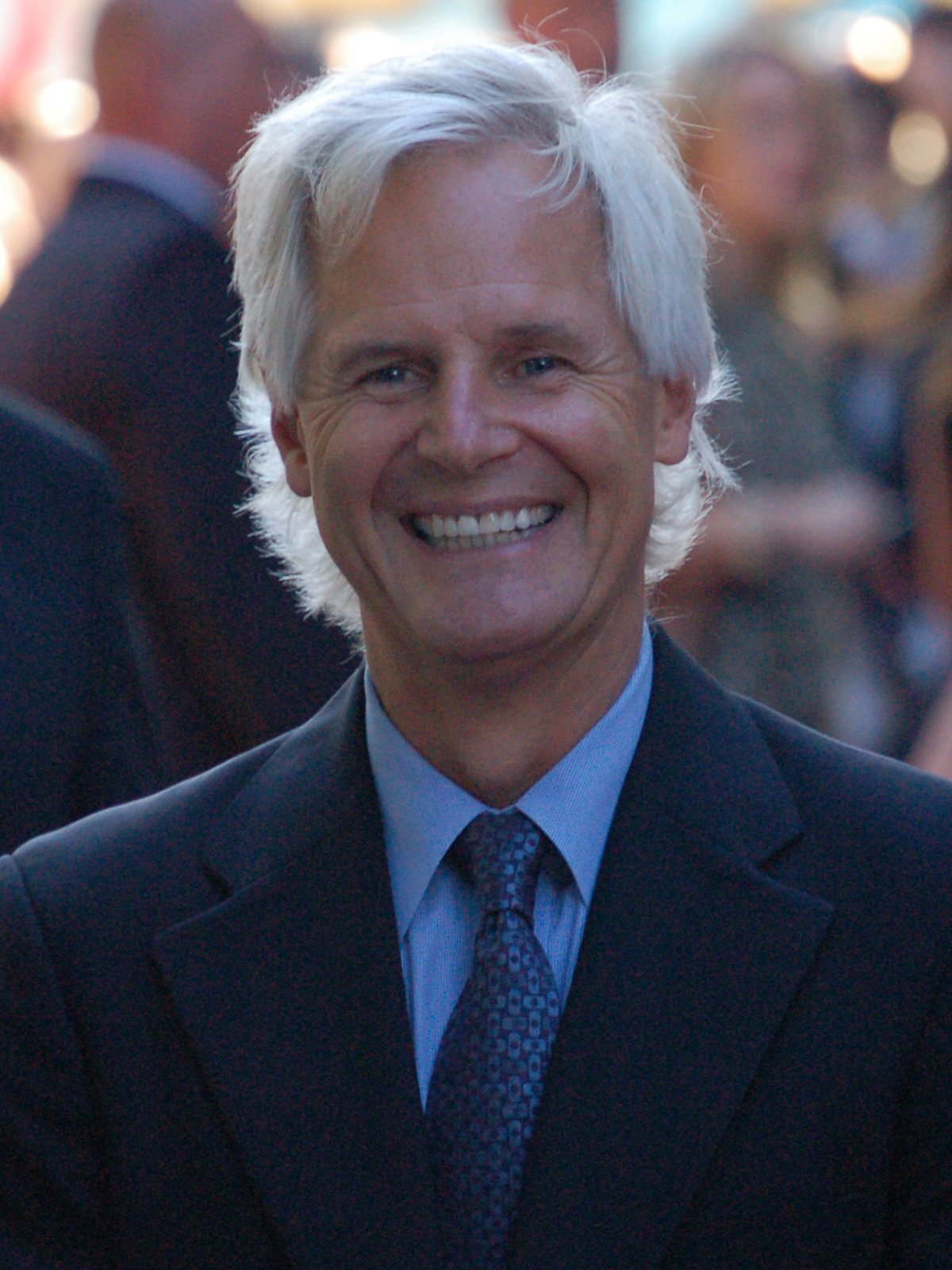
Chris Carter criou e escreveu "Pilot", inspirando-se na série Kolchak: The Night Stalker.

Ao desenvolver o episódio, Chris Carter queria "assustar as pessoas". Uma das influências no desenvolvimento do episódio foi Kolchak: The Night Stalker, uma série de televisão da década de 1970. Isso o levou a ideia de dois agentes investigando eventos paranormais. Ao criar os personagens de Fox Mulder e Dana Scully, Carter decidiu ir de encontro aos estereótipos já estabelecidos, fazendo do personagem masculino o crente e a personagem feminina a cética. Tradicionalmente na televisão, o papel do cético ficava com o personagem masculino.
Ao escolher os atores para os dois papéis principais, Carter teve dificuldades em encontrar alguém para interpretar Scully. Quando ele escolheu Gillian Anderson para o papel, a Fox quis que ela fosse substituída. Carter acreditou que ela foi recebida de forma negativa porque "ela não tinha as qualidades óbvias que executivos de emissoras passaram a associar com programas de sucesso". Ele achava que ela era uma "atriz brilhante", elogiando seu teste dizendo que Anderson "veio e leu o papel com uma seriedade e intensidade que eu sabia que a personagem de Scully tinha de ter, e eu sabia [...] que ela era perfeita para o papel". Por outro lado, David Duchovny foi recebido de forma bem mais positiva pela emissora, com Carter dizendo que desde cedo ele era um dos favoritos. William B. Davis, que fez sua primeira aparição como o recorrente vilão Homem Fumante, tinha originalmente feito teste para um papel maior, afirmando "Eu fiz o teste para o agente sênior do FBI que tinha três falas. Não fiquei com o papel – fiquei com o papel que não tinha falas".

### Filmagens
As filmagens de "Pilot" duraram quatorze dias em março de 1993 com um orçamento de US$ 2 milhões. As filmagens ocorreram nas áreas próximas de Vancouver, Colúmbia Britânica, Canadá. A série usaria a região para produção pelos cinco anos seguintes, mudando-se para Los Angeles no início da sexta temporada a pedido de Duchovny.
As cenas que se passam no cemitério da cidade foram feitas no Queen Elizabeth Park, a primeira vez que o lugar foi usado para representar um cemitério; o parque mais tarde serviria para o mesmo propósito em "Kaddish", da quarta temporada. As cenas interiores do hospital psquiátrico foram gravadas em um prédio vazio pertencente ao Riverview Hospital, em Coquitlam, marcando o primeiro encontro da equipe com o produtor R. W. Goodwin. O armazém do final do episódio era um armazém de documentos da Knowledge Network, uma emissora de televisão canadense. Um escritório no mesmo prédio foi usado na reunião do começo do episódio. As cenas que envolviam o Homem Fumante precisaram de permissões especiais para serem realizadas para permitir que Davis fumasse em um prédio público. Todas as cenas no interior do prédio do FBI foram gravadas na redação principal da Canadian Broadcasting Corporation, já que a equipe descobriu que escritórios abertos e sem paredes como desejavam já não existiam mais, tendo a maioria sido convertidos em cubículos. Entretanto, trabalhar em função dos horários de transmissão da CBC não era conveniente, e episódios posteriores replicaram o local dentro de um estúdio. As cenas na floresta foram feitas em locação no Lynn Valley. A equipe gastou US$ 9.000 construindo trilhas de madeira para levar os equipamentos, o elenco e a equipe mais facilmente pela área. Outras cenas foram gravadas na cede do BC Hydro; o apartamento de Scully foi representado por uma locação usada apenas neste episódio e no terceiro, "Squeeze" – parou-se de usar essa locação quando todos perceberam que quaisquer contra-planos iriam mostrar um grande estacionamento do outro lado da rua.
O maquiador Toby Lindala recebeu a tarefa de criar uma objeto que permitira a atriz Sarah Koskoff simular um sangramento de nariz em cena, ao invés de usar truques de edição e maquiagem. Porém, durante os testes, o tubo do objeto estourou, fazendo o sangue escorrer da testa da atriz. Anderson expressou sua insatisfação com a cena em que Scully vai ao quarto de motel de Mulder no meio da noite apenas de roupão e roupas íntimas para que ele examine feridas suspeitas que na verdade são picadas de insetos. A atriz achou a cena muito gratuita, dizendo "não havia motivo pra isso. As mordidas podiam ter sido no meu ombro ou coisa assim". Carter, todavia, explicou que a cena servia para destacar a relação platônica entre os dois personagens.

### Pós-produção
Os trabalhos de pós-produção terminaram em maio de 1993, com o episódio sendo editado faltando três horas para sua primeira exbição aos executivos da Fox. Imagens de arquivo do exterior do Edifício J. Edgar Hoover foram adicionadas ao episódio, apesar de episódios posteriores filmarem cenas de exterior na Universidade de Simon Fraser. A abdução do clímax com Billy Miles na clareira da floresta possui um vórtice de folhas criado por computação gráfica pelo projetista de efeitos visuais da série, Mat Beck. Carter descreveu o efeito como mais complicado de se realizar do que os desembarques da Normandia.

### Cenas excluídas
O roteiro original se aprofunda mais na visita de Scully ao escritório de Scott Blevins. A cena que apresenta Scully no roteiro acontece antes da visita e se passa na Academia do FBI em Quantico, Virgínia, onde ela ensina alunos sobre a psicologia dos homicídios, especialmente sobre eletrocussão e morte por aguilhão. Ela é distraída por um agente que entra na sala e lhe entrega um bilhete que diz, "Sua presença é requisitada em Washington às 16h00min. pontualmente". Scully olha seu relógio, que marca 13h03min. Pelo menos a maior parte dessa cena foi filmada, porém ela foi cortada da versão final do episódio. A cena seguinte é a que Scully fala com o recepcionista do quartel general do FBI; o roteiro tem Scully mostrando seu distintivo e o recepcionista dizendo, "Chefe de Seção Blevins. Terceiro andar, divisão de crimes violentos". No corte final do episódio, seu distintivo não aparece e o recepcionista não fala.
Duas cenas filmadas foram cortadas da versão final. Ambas tinham Tim Ransom como Ethan Minette, o namorado de Scully. Primeiramente, os dois se encontram, com Scully cancelando os planos para uma viagem que eles tinham marcado por causa da missão no Oregon. A segunda brevemente mostra Scully atendendo um telefonema de Mulder na cama ao lado de Minette, porém o último não tem nenhuma fala. A adição do namorado foi uma tentativa dos executivos da Fox para criar um interesse romântico que eles achavam que não havia entre Mulder e Scully. Carter acabou achando que era "muito fácil" retirar o personagem do episódio, pois suas aparições pareciam diminuir as cenas em que Mulder e Scully aparecem juntos e porque Carter achava a relação dela com seu parceiro do FBI muito mais interessante do que com seu namorado.

## Repercussão
"Pilot" estreou na Fox dos Estados Unidos em 10 de setembro de 1993. O episódio teve um índice Nielsen de 7.9 e uma participação de 15%, significando que 7.9% de todos os domicílios com televisão e 15 dos domicílios com televisões ligadas estavam assistindo ao episódio. Ele foi assistido por 7.4 milhões de domicílios e 12 milhões de telespectadores.
O episódio foi bem recebido por vários futuros membros da equipe do programa. O produtor e roteirista Glen Morgan achou impressionante a "fusão de The Silence of the Lambs e Close Encounters of the Third Kind"; ele também achou que The X-Files era a única série realmente assustadora na televisão. O roteirista Howard Gordon achou que "o piloto definiu muito bem o tom do programa", percebendo a dificuldade de apresentar a premissa de uma série e seus personagens principais em "quarenta e oito minutos", mas acreditando que ele foi bem sucedido nos dois aspectos, sendo "uma tremenda síntese de todas as partes". Carter lembra que a exibição teste para Rupert Murdoch e outros executivos da Fox terminou com "aplausos espontâneos".

"Química em cena é algo difícil de conseguir, porém Duchovny e Anderson tem de sobra. Desde o momento que eles se encontram pela primeira vez, é como se sempre tivessem sido uma dupla."

— Matt Haigh
O episódio foi bem recebido pelos fãs e pela crítica. Tony Scott, da Variety, criticou o episódio por "usar conceitos retrabalhados", porém elogiou a produção e percebeu seu potencial. Sobre a atuação, ele afirmou, "a delineação de Duchovny de um cientista sério com senso de humor deve lhe dar partidários, e a cética oscilante de Anderson conecta-se bem. Eles são uma equipe sólida..." Scott também elogiou o roteiro e a direção: "A calma direção de Mandel do engenhoso roteiro de Carter e a própria hábil apresentação dão um empurrão a ficção científica na TV". Ele concluiu, "O diálogo de Carter é fresco sem ser contrafeito, e os personagens são envolventes. A série começa com imaginação e movimento, ambas inovativas na TV recentemente". Ken Tucker da Entertainment Weekly percebeu como Scully "foi estabelecida como uma cética zombadora" no piloto, mas progrediu em direção a uma crente no decorrer da temporada. Depois da exibição dos quatro primeiros episódios da temporada, Tucker chamou The X-Files de "o programa mais subversivo e paranóico na TV", percebendo a "maravilhosa tensão entre Anderson – que duvida desses eventos – e Duchovny, que tem o olhar assombrado de um verdadeiro crente". Keith Phipps, escrevendo para a The A.V. Club, elogiou o episódio, dando lhe uma nota A–. Ele achou que a premissa de "Pilot" funcionou bem para "estabelecer um modelo" para episódio futuros, e percebeu que a química entre Duchovny e Anderson já "estava lá" desde o início. Matt Haigh, da Den of Geek, avaliou o episódio positivamente, elogiando a química entre os personagens principais e a qualidade do roteiro. Em 2012, a revista SFX elegeu "Pilot" como o décimo melhor episódio piloto de uma série de ficção científica ou fantasia, dizendo "nos trouxe tudo que viemos a esperar do programa". O enredo de "Pilot" foi adaptado em um romance por Les Martin em 1995, sob o título de X Marks the Spot.